# Il Libro di Mozilla

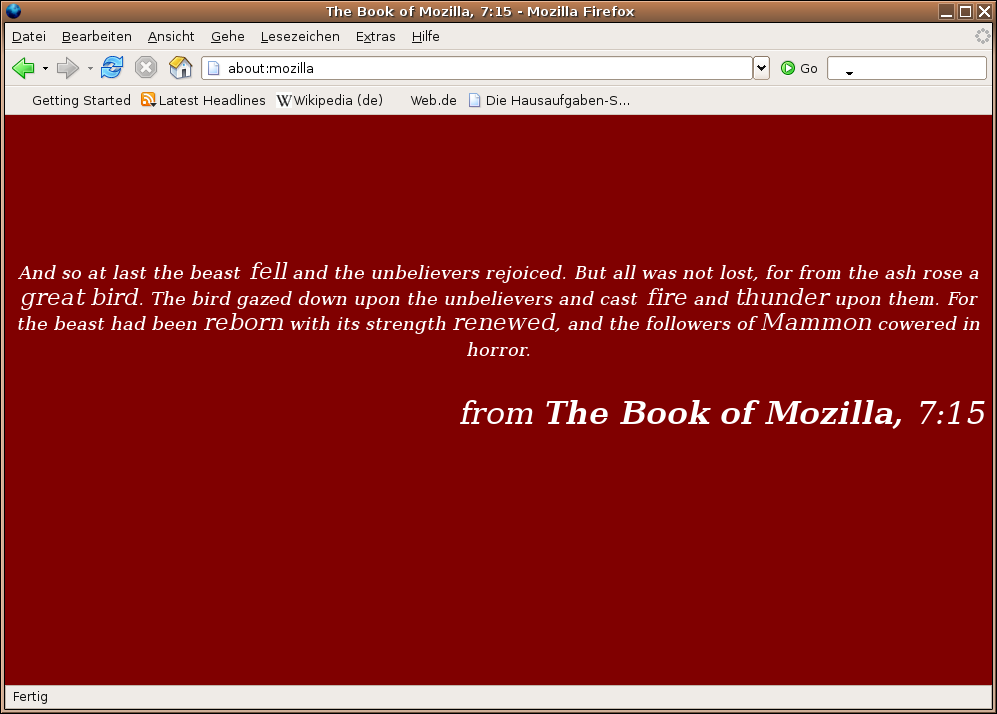
Il libro di Mozilla visualizzato con Firefox 1.0.8

Il libro di Mozilla (The Book of Mozilla) è un easter egg presente nei browser Netscape e Mozilla Firefox che parla, in maniera goliardica e scherzosa, della guerra dei browser sostenuta da Netscape prima e Firefox poi contro Internet Explorer.

## Origini del libro
Digitando about:mozilla nella barra degli indirizzi di Mozilla Firefox o Netscape Navigator, viene visualizzato un breve testo in caratteri bianchi su sfondo bordeaux, scritto con uno stile simile a quello dell'Apocalisse di Giovanni, che varia a seconda della versione del browser.
Il libro ha preso il nome Mozilla dalla lucertola verde mascotte di Netscape, che diede in seguito il suo nome al progetto Mozilla.
Prima di Netscape 1.1, digitando about:mozilla si otteneva il testo «Mozilla rules!» (lett. "Mozilla domina!"). In Internet Explorer (fino alla versione 6) e in Aol Explorer, invece, digitando la stessa stringa nella barra degli indirizzi, viene visualizzata una pagina completamente blu, che alcuni sostengono si tratti di una parodia delle tipiche schermate blu di errore di Windows.

## Contenuti del libro

### Verso 12:10
Un estratto del libro apparve per la prima volta in Netscape 1.1: il versetto 12:10 vi rimase fino alla versione 4.8, e recitava:
(Il Libro di Mozilla, 12:10)
La "bestia" di cui si parla è Netscape. Le minacce di punizioni verso "chi non crede" (in questo caso gli utenti che non utilizzano Netscape) sono tradizionalmente bibliche, ma con la strana minaccia che "i loro tag continueranno ad accendersi ad intermittenza fino alla fine dei giorni". Il riferimento ai tag lampeggianti deriva dal fatto che nel visualizzatore di codice interno di Netscape i tag errati lampeggiavano, per cui vedere i propri tag in questo modo era un evento indesiderabile. Alcuni invece sostengono che il passaggio si riferisca al controverso tag HTML <blink> introdotto in una precedente versione di Netscape (in questo caso sarebbe stato però più logico riferirsi a del "testo" lampeggiante piuttosto che a dei "tag"). Questa estensione proprietaria del linguaggio HTML, che provoca la visualizzazione a intermittenza (blink in inglese) del testo, fu ampiamente derisa per essere fastidiosa e poco utile, motivo per cui sarebbe stata usata come esempio di punizione non desiderabile. I numeri che indicano capitolo e verso, 12:10, si riferiscono alla data di distribuzione di Netscape 1.0, 10 dicembre 1994.

### Verso 3:31
La versione 6.0 e successive di Netscape erano basate su codice Mozilla e contenevano il seguente messaggio, che è stato anche incluso in tutte le versioni di Mozilla:
(Il libro di Mozilla, 3:31, edizione da lettera rossa)
Come in precedenza, la "bestia" è Netscape. Il testo probabilmente si riferisce alla speranza di Netscape, la quale, rendendo disponibile il suo codice sorgente, avrebbe attratto una "legione" di sviluppatori da tutto il mondo che avrebbero potuto aiutare a migliorare il programma (con "il rintocco di un milione di tastiere"). Taluni suggeriscono che "Mammona" si riferisca a Microsoft, il che sembra plausibile poiché Microsoft, con il suo browser Internet Explorer, era il principale rivale di Netscape, e la parola "mammona" o "ממון", che significa "denaro" in Ebraico, si riferirebbe all'enorme potenza monetaria di Microsoft. I numeri 3:31 si riferiscono al 31 marzo 1998, giorno in cui Netscape rese disponibile il suo codice sorgente, considerato così importante da essere etichettato come un giorno da "lettera rossa", come i giorni festivi nei calendari.

### Verso 7:15
Il versetto 7:15 venne scritto da Neil Deakin ed è incluso in tutte le versioni di Mozilla distribuite da luglio 2003 e in tutte le versioni di Netscape dalla 7.2 in poi:
(Il libro di Mozilla, 7:15)
La "bestia" che cade è sempre Netscape, chiusa dalla sua stessa casa madre AOL (sebbene da quando sono stati scritti questi versi, AOL abbia ricominciato lo sviluppo del browser Netscape). Il "mitico uccello" che risorge dalle ceneri è la Mozilla Foundation, il cui obiettivo è continuare lo sviluppo di Mozilla. La frase precedente potrebbe anche riferirsi a "Phoenix" (termine inglese che indica la fenice, il mitologico uccello che risorge dal fuoco), nome dato al progetto grazie al quale è stato sviluppato il nuovo browser di Mozilla: Firefox. L'uccello che invoca il "fuoco" si riferisce a Mozilla Firebird (browser, ora diventato Mozilla Firefox) e il "tuono" a Mozilla Thunderbird (programma di posta elettronica). Entrambi i prodotti divennero l'obiettivo primario dello sviluppo di Mozilla pochi mesi prima della chiusura di Netscape. Il fatto che la bestia sia "risorta" indica che lo spirito di Netscape sopravviverà attraverso la Fondazione, composta interamente da ex impiegati Netscape, e la sua forza è "rinnovata" grazie alla minor dipendenza della Fondazione da AOL, rea di aver trascurato troppo Netscape. In questo caso i numeri 7:15 si riferiscono al 15 luglio 2003, giorno in cui la Fondazione Mozilla fu istituita.
La parola inglese Mammon (riportata con la lettera maiuscola nel testo che compare nella versione inglese del browser) ha un duplice significato: la si può interpretare come "forza che spinge un uomo ad arricchirsi" oppure in senso esoterico. Mammon infatti può indicare un demone in generale, o più in particolare il figlio di Satana.

### Verso 8:20
Il versetto 8:20 venne scritto da Christopher Finke ed è incluso nella versione 9.0b1 di Netscape.
(Il Libro di Mozilla, 8:20)
Vi sono due interpretazioni del verso: il rinascere della bestia si potrebbe riferire alla Mozilla Foundation, mentre "era cosa buona" potrebbe essere un tributo a tutti coloro che hanno collaborato al progetto Mozilla. Questa rinascita potrebbe però anche essere riferita alla decisione di Netscape di riaprire la divisione browser invece di far sviluppare il browser da terzi: Netscape 8 fu prodotto dalla Mercurial Communications.

### Verso 11:1
Il versetto 11:1 è incluso in tutte le versioni di Flock Browser a partire dalla versione 1.0.
Sebbene non sia un versetto ufficiale della Mozilla, questo nuovo versetto del Libro di Mozilla, 11:1, è incluso nel Browser web Flock a partire dalla versione 1.0, un "Social Web Browser" basato su Firefox. Questo versetto viene mostrato con uno sfondo che sfuma dall'alto verso il basso, dal blu al bianco, diversamente da quelli comparsi in Firefox, che hanno sfondo rosso.
Il versetto è il seguente:
(Il libro di Mozilla, 11:1)

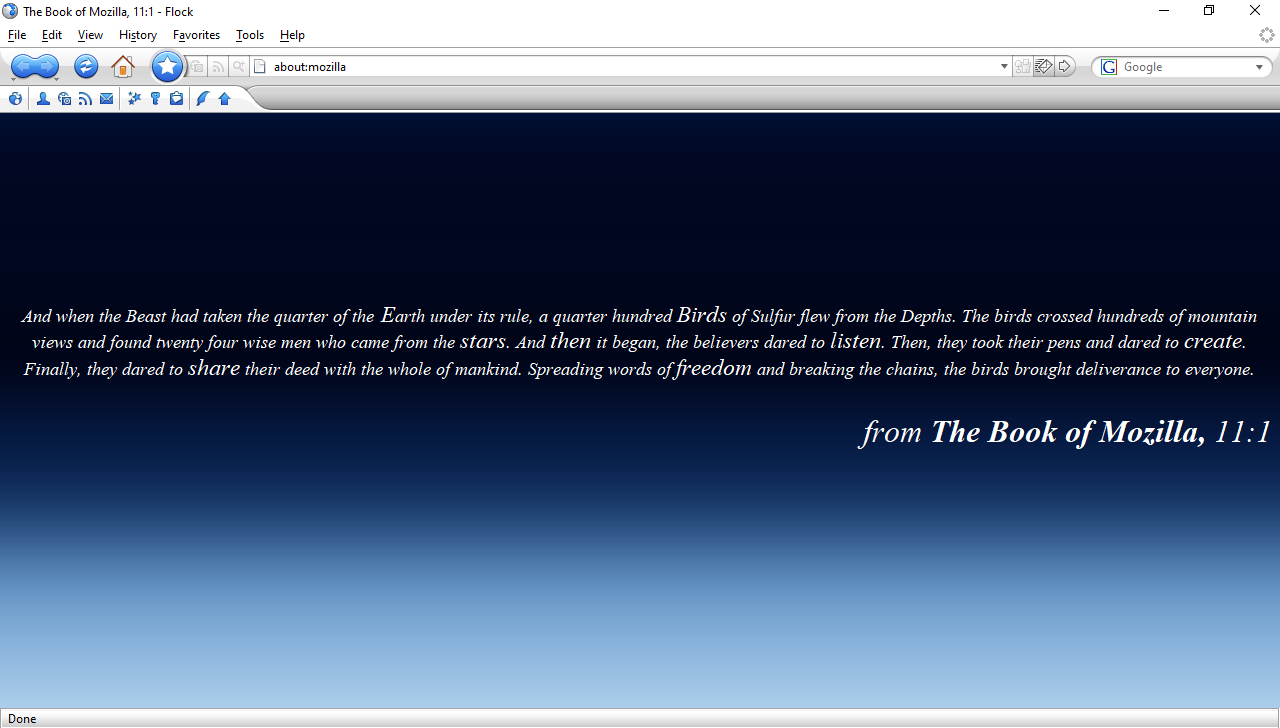
Il libro di Mozilla in Flock

«E quando la bestia sottomise al suo potere un quarto della terra» fa probabilmente riferimento al crescente successo che Firefox stava ottenendo sul più popolare Internet Explorer. «Uccelli di zolfo» fa riferimento al nome in codice in fase di sviluppo di Flock (lett. "zolfo"). «Gli uccelli attraversarono centinaia di montagne» sembra non aver significato, ma nella versione originale la frase «The birds crossed hundreds of mountain views» sembra far riferimento a Mountain View, città della California dove la compagnia che produce Flock risiede.
Questo versetto è nuovo e molto del significato non è ancora chiaro, anche se "Quindi, preserò le loro penne e iniziarono a creare" molto probabilmente fa riferimento alla grande integrazione di Flock con i blog e i vari Social Forum.

### Verso 11:9
Il versetto 11:9 venne aggiunto a partire dalla trunk build (versione di test) dell'11 gennaio 2008 di Firefox 3.
(Il libro di Mozilla, 11:9, decima edizione)
Il suo significato può essere interpretato così: Firefox, inizialmente sottovalutato da Microsoft, ha preso piede molto più velocemente del suo predecessore Netscape, complice anche la sua leggerezza ed agilità nella navigazione.
Gli utenti hanno quindi sacrificato il "raccolto", cioè l'abituale Internet Explorer presente su tutti i computer, in onore di Firefox.
Mammona si svegliò, lavorando velocemente e con rinata energia ad un Internet Explorer 8 che potesse contrastare l'atteso Firefox 3 (la frase sopra riportata compare appunto nella versione beta del nuovo Firefox), ma il browser di casa Mozilla ha già ormai larga diffusione. "... null'altro era se non un discepolo" potrebbe far riferimento alle innovazioni introdotte da Firefox e riprese nelle nuove versioni di Internet Explorer.
"Decima edizione" perché la versione è stata distribuita dopo dieci anni dal 1998, anno in cui Netscape rese disponibile il suo codice sorgente.

### Verso 15:1
Questo versetto è stato aggiunto nella trunk di Firefox il 23 gennaio 2013. Prima è apparso nella nightly build di Firefox 21 e dopo, dal 14 maggio, è stato inserito nella release ufficiale.
(Il ibro di Mozilla, 15:1)
I gemelli di Mammona sono probabilmente Apple e Google, i cui sistemi operativi mobile hanno il duopolio del mercato dei dispositivi mobili. La "nuova oscurità" allude alla natura chiusa dei loro store di applicazioni. La bestia che si muove lestamente si riferisce al nuovo ciclo di release di Firefox, distribuite rapidamente. La frase "divenne sempre più potente, avanzando e moltiplicandosi" si riferisce alle versioni di Firefox per Android e Firefox OS. Il numero 15:1 del verso è riferito al 15 gennaio 2013, data del code freeze di Firefox OS 1.0.

### Verso 11:14
Questo versetto è stato aggiunto nella versione 58 Nightly e poi backportato nella versione 57 Beta.
(Il libro di Mozilla, 11:14)
Il versetto allude ai cambiamenti interni di Firefox nell'ultimo anno: Project Quantum (il "tempo" e lo "spazio"), che consiste nell'integrare in Firefox moduli del Browser Servo, scritti in Rust ("strutture di metallo ossidato" nel testo), Photon (la "luce"), la nuova UI e Quantum Flow (il "flusso"), il cui scopo è di migliorare la fluidità e la velocità generale di Firefox.
Il numero del versetto deriva dalla data di uscita della release stabile di Firefox 57, stabilita per il 14 novembre 2017.

### Verso 6:27
Questo versetto è presente dalla versione 80.
(Il libro di Mozilla, 6:27)